# ساويرس بن المقفع
سويرس بن المقفع (توفي بعد 987 مـ) أسقف قبطي مصري، وكاتب ولاهوتي شهير. كان سويرس بن المقفع أسقف الأشمونين (هرموبوليس) بالصعيد.

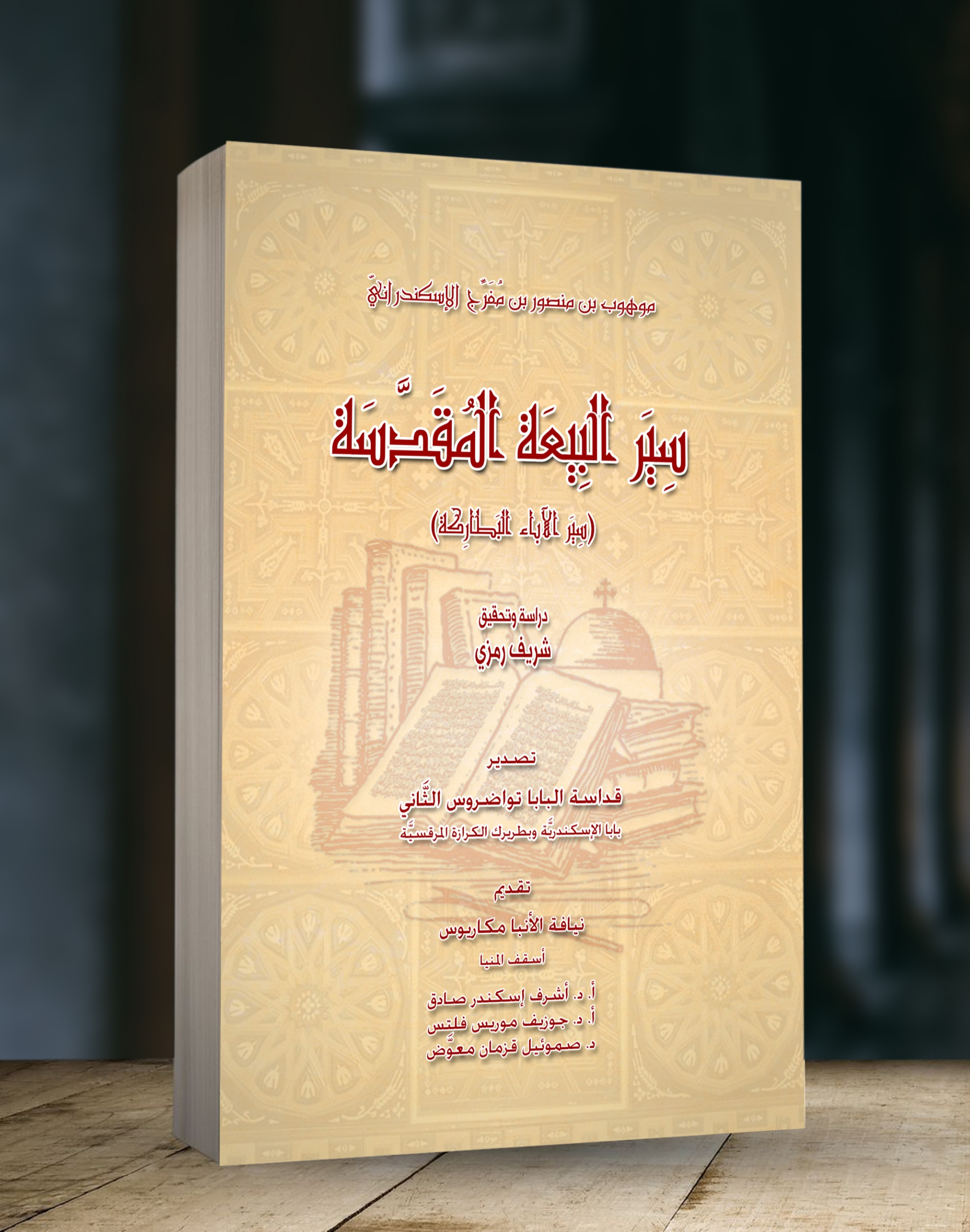
سِيَر البِيعَة المُقَدَّسَة، كتاب لموهوب بن منصور بن مُفَرِّج الإسكندرانيّ. دراسة وتحقيق/ شريف رمزي

## أعماله
يُعرف عن الأنبا ساويرس غزارة انتاجه وكثرة علمه، ويظهر في أعماله أسقفًا غيورًا يحرص علي تثقيف أبناء الكنيسة، وقد كان الدافع لكثرة مؤلفاته هو جهل الأقباط في عصره بأكثر أمور الدين، وهو ما يرجع-حسب قوله- لجهلهم باللغة القبطية واستغنائهم عنها.
أما مؤلفاته فهي:
- مصباح العقل

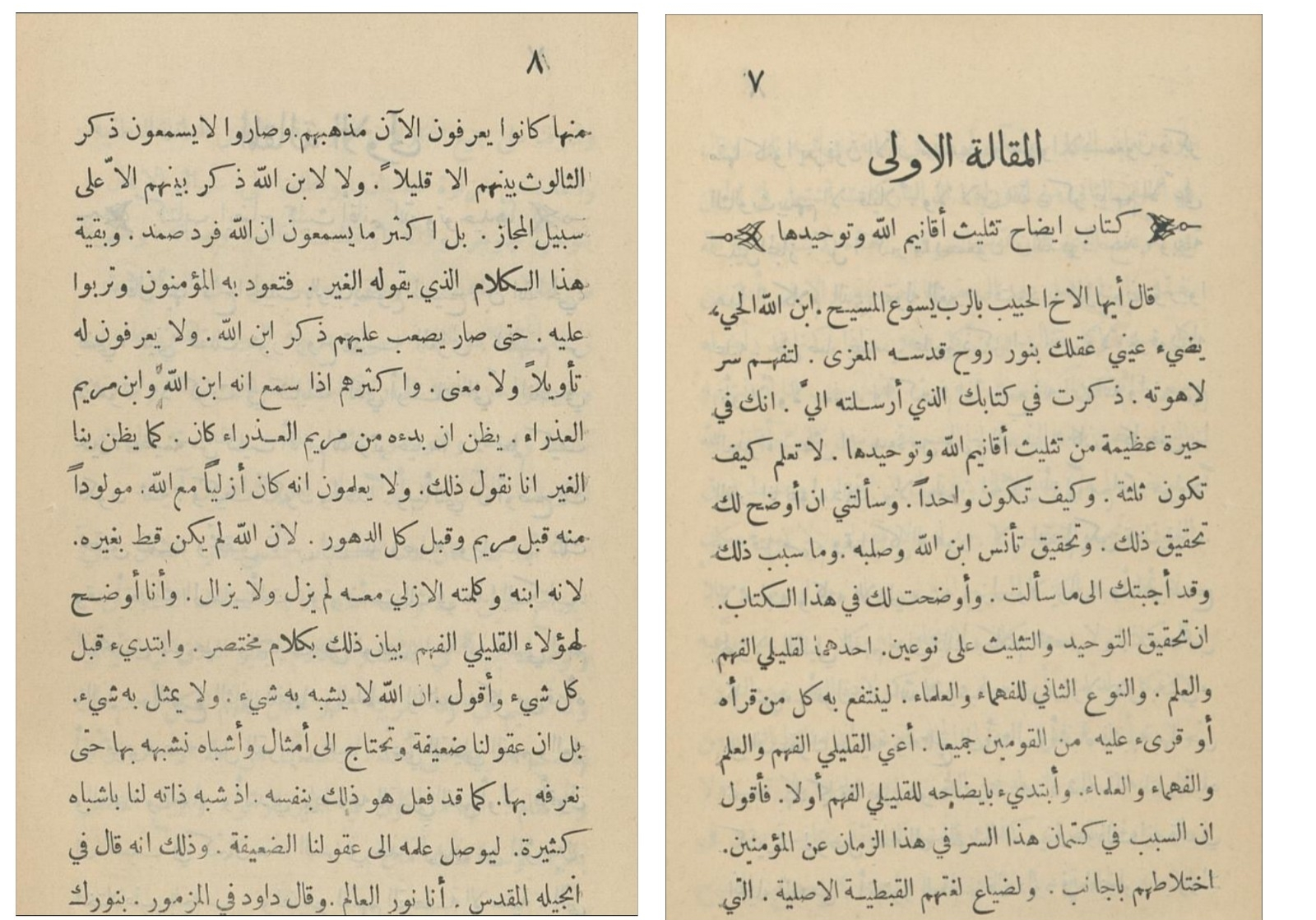
مقدمة المقالة الأولي من كتاب الإيضاح للأنبا ساويرس بن المقفع، طبعة مرقس جرجس ١٩٢٥، وفيها يسرد حال أقباط عصره وما طالهم من جهل نتيجة تركهم للغتهم.

- تاريخ بطاركة كنيسة الإسكندرية القبطية: كان الاعتقاد الشَّائع -على مدى عقودٍ خلَت- أنَّ الأنبا ساويرُس بن المُقَفَّع († بعد 987م)، أُسقُف الأشمونَين ذائع الصِّيت الَّذي اشتهر بعلمهِ ونبوغهِ وكثرة مؤلَّفاتهِ اللاَّهوتيَّة, هو أوَّل مَن تصدَّى لجمع سِيَر البِيعَة الَّتي كانت مُتناثِرة على أيَّامهِ في عددٍ من الأديرة القديمة, وترجمتها من اللُّغةِ القبطيَّة إلى اللُّغةِ العربيَّة, ومن ثَمَّ إعادة صياغتها على النَّحو الَّذي وصَل إلينا. لكن الدِّراسات الحديثة الَّتي أُجريَت في هذا المضمار تنفي عن ابن المُقَفَّع ذلك الدَّور. وفي أحدث نشرة لكتاب "سِيَر البِيعَة المُقَدَّسَة" قام الباحث شريف رمزي عضو اللجنة البابوية للتاريخ القبطي بوضع حدّ لهذا الاعتقاد الخاطئ، بتأكيد نسبة العمل لمؤلّفه الحقيقي (موهوب بن منصور بن مُفَرِّج الإسكندراني).[3]
- البيان المختصر في الإيمان.
- الدر الثمين في إيضاح الدين[4]، ١٥ بابًا (الاسم بالكامل: كتاب الدر الثمين في إيضاح الاعتقاد في الدين بما نطقت به أفواه النبيين والرسل الأطهار المؤيدين والأباء المعلمين والبطاركة المغبوطين علي تجسد رب المجد وصعوده وإرساله الباراقليط)، والكتاب -كما يظهر من اسمه- يعتمد علي الكتاب المقدس وأباء الكنيسة كمصادره الأساسية، فنجد بالكتاب ١١٦١ اقتباس من الكتاب المقدس بعديه، ومن أباء الكنيسة ١٩١ اقتباس علي الأقل، فضلًا عن الاقتباسات من الكتب التي نُسِبت للأباء عن خطأ.[5] وهكذا نجد أقوال الأباء الذين كتبوا باليونانية غالبة في الكتاب.
- كتاب المجامع والرد علي سعيد بن بطريق الملكي.
- كتاب الإيضاح، يتألف من ١٢ بابًا، يُخلط في بعض الأحيان بينه وبين كتاب الدر الثمين.
- ترتيب الكهنوت.
- كلام في طب الغم وشفاء الحزن.
- الرد علي أبي البشر بن جارود، وهذا كتاب مفقود لم يتبق منه سوي ما ضمنه منه ابن العسال في كتاب مجموع أصول الدين، حول سؤال أبي البشر: «لماذا يُسمي المسيحيون الخالق جوهرًا؟»[6]
- نظم الجواهر والدرر في الرد علي القائلين بالقضاء والقدر، يُنسب خطأ لابن المكين.[7]

قام القس شمس الرئاسة أبو البركات بن كبر بإحصاء ٢٦ مؤلفًا للأنبا ساويرس أسقف الأشمونين في موسوعته المعروفة مصباح الظلمة في إيضاح الخدمة، مما يمكننا من التنبؤ بعناوين الكتب التي فقدت.
تقول المؤرخة إيريس حبيب المصري عن تاريخ بطاركة الكنيسة المصرية لساويريس بن المقفع أسقف الأشمونيين: " الظاهرة الغريبة أن الأسقف الأشمونى عاش في القرن العاشر ولكنه سيطر على الفكر القبطى بكتابة البطاركة.. إلى حد أن تاريخ الباباوات الذين عاشوا بعده بقرون يرجعونه إليه !! 

## حياته
ساويرس أبن المقفع كل ما نعلمه عن حياة ساويرس المعروف باسم «أبو البشر بن المقفع الكاتب» ينحصر في ثلاثة تواريخ:
1-	نوفمبر 950م، وهو تاريخ تأليفه لكتاب «تفسير الأمانة»، الذي استكمل به كتابه السابق لهذا التاريخ وهو كتاب «المجامع»، وهو رد على كتاب «نظم الجوهر» لسعيد بن بطريق البطريرك الملكاني المقرب للفاطميين.
2- سبتمبر 955م، تاريخ إعادة تفسير كتابه السابق.
3- سنة 987م، مساهمته في تحرير الرسالة المجمعية إلى بطرك السريان.
هذه هي التواريخ الأكيدة، وكل ما يضاف بعد ذلك هو اجتهادات تحاول الاقتراب من الحقيقة.
ولد ساويرس حوالي عام 915م من والد لقب بالمقفع، وقد درج بعض الكتاب على استعارة معنى «المقفع» الذي عرف به عبد الله بن المقفع الكاتب الشهير الذي عاش في القرن الثامن الميلادي، والذي نقل كتاب "كليلة ودمنة" من "البهلوية" إلى "العربية" والذي اتهم باختلاس مال الخراج، فعوقب بالضرب على يديه حتى تفقعت" أي تشنجت، كما ذكر البعض في تفسير «المقفع» إنها تعنى "منكس الرأس أبدا".
وحقيقة تفسير معنى «المقفع» ترجع غالبا إلى الكلمة المصرية «قفة» التي حرفت إلى «قفعة».. ولكنها ما زالت تنطق حتى اليوم في لفظها الأول «قفة» وهى تطلق على وعاء من الخوص أو حبال ليف النخيل، يصنعه عادة الفلاحون في الريف المصري، وكذلك الرهبان والمتصوفة، ولعل والد ساورى كان يمتهن هذه المهنة فاشتهر بالمقفع، أي صانع «القفع». أما السين المضافة إلى ساورى فهى من اللواحق المقدونية.
تربى ساورى تربية علمية تليق بمثقف ذلك الوقت «القرن العاشر الميلادى» فجمع بين العلوم الدينية، والعلوم الدنيوية، فعرف الفلسفة التي كانت مزدهرة في الإسكندرية، وعلوم الكلام التي قرأها في مصادرها، وأتقن اللسان العربي الوافد وعمل في الوظائف الإدارية والدواوين. ولايخفى على القارى أن من أهم شروط وظيفة الكاتب في الدواوين حينذاك أن يكون متضلعاً في اللسان العربي الوافد، قادراً على تطويعه وتطويره لمقتضيات العصر، ومن هنا نكتشف مدى الجهد الشاق الواعى الذي بذله ساويرس لينقل إلى اللسان الوافد منجزات اللغة المصرية التي كانت أكثر تطوراً في صوتياتها وقواعدها وكتابتها، ومحتوى الفاظها الحضارية والدينية والأدبية. فكان ساويرس هكذا واضعاً لأول قاموس للترجمة من اللسان العربي إلى اللغة المصرية [ لم يعثر بالطبع على هذا القاموس، ولكن من المؤكد أنه كان عند ساويرس ليستعين به على ترجماته ].
ثم أخذ يتدرج في الوظائف، أيام حكم الأسرة الإخشيدية حتى أصبح كاتبا ماهرا، وكانت رتبة الكاتب آنذاك رتبة مهمة في الجهاز الإدارى للحكام الوافدين، وقد عرف في هذا الوقت بكنيته «أبي البشر ساورى ابن المقفع»، والشاهد على ذلك عنوان رسالته إلى الوزير القبطي أبو اليمن قزمان بن مينا، الذي كان يتولى الوزارة على أيام أبي المسك كافور الإخشيدي (966-968م) ونال ثقة الخليفة الفاطمي المعز لدين الله (972-975)، فقد جاء في عنوان الرسالة «نبتدى بعون الله وتأييده نكتب رسالة أنبا ساويرى أسقف الأشمونيين المعروف قبل رهبنته بأبي البشر ابن المقفع الكاتب، إلى أبي اليمن قزمان بن مينا، عامل مصر (أيده الله!) فيما سأله من الكتاب إليه بمذاهب النصارى، على طريق الاختصار والإيجاز».
و لقد كان ساويرس يتمتع [كما هي عادة المصريين ] بروح فكاهية عالية تنبع من حدة ذهنه وحضور بداهيته، يتضح ذلك من القصة التي ذكرها مؤلف المجلد الثاني، ج. 2، ص 933طبعة جمعية الدراسات القبطية، وهي: " إتفق أنه [ أي ساويرس ] كان جالس عند قاضي القضاة إذ عبر عليهم كلب، وكان يوم الجمعة، وكان هناك جماعة من الشهود، فقال له قاضى القضاة: ماذا تقول يا ساويرس في هذا الكلب، هو نصراني أو مسلم؟. فقال له: إسأله فهو يجيبك عن نفسه. فقال له القاضي: هل الكلب يتكلم؟ إنما نريدك أنت تقول لنا. قال: نعم يجب أن نجرب [ نختبر] هذا الكلب، وذلك أن اليوم يوم جمعة والنصارى يصوموه ولا يأكلوا فيه لحم، فإذا فطروا عشيه يشربوا النبيذ والمسلمين ما يصوموه ولا يشربوا فيه النبيذ، ويأكلوا فيه اللحم، فحطوا قدامه لحم ونبيذ فإن أكل اللحم فهو مسلم، وإن لم يأكله وشرب النبيذ فهو نصراني. فلما سمعوا كلامه تعجبوا من حكمته وقوة جوابه وتركوه ].

## ترهبه واختياره أسقفا
بعد أن ترقى أبو البشر إلى أعلى المناصب الرسمية تخلى عن وظيفته ليترهبن في أحد الأديرة، ولا ندري أين ترهب، ولا متى، كما أننا نجهل السبب الذي جعله يترك العالم، إلى حياة الرهبنة، إلا أن هذا دليل قاطع على تقواه، وورعه وخبرته بأمور السلطة التي خدمها وعرف عنها الغدر السريع، والانتقام لأتفه الأسباب.
وفى ظل رهبنته أتقن ساويرس (ساورى) علوم الكتاب المقدس، وألف فيها باللغة العربية العديد من الكتب منها كتاب «الدر الثمين في إيضاح الاعتقاد في الدين» الذي ينقسم إلى 15 بابا، يذكر فيه ساويرس 1161 (ألف ومائة وواحد وستون) نصا كتابيا (هذا بصرف النظر عن التلميحات إلى نصوص من الكتاب المقدس)، منها 307 مرجع إلى العهد القديم، و 854 إلى العهد الجديد، وترجمها جميعها بجهده الذاتي من اللغة القبطية إلى العربية، دون أن يسبقه إلى ذلك أحد، حتى ذُكر عنه «أنه لم يوجد في عصره من يضاهيه في معرفة الكتاب المقدس».
كذلك معرفته لآباء الكنيسة تفوق مستوى معاصريه، ففى نفس كتاب «الدر الثمين» المذكور، قد أحصى الناشر الألمانى لهذا الكتاب 191 مرجعا لآباء الكنيسة، سوى نصوص أخرى لم يعتبرها من التراث الآبائي.

## علاقته بالخليفة المعز لدين الله
كانت علاقة المعز بالبطرك إبرام (افراهام) علاقة طيبة، حتى حسده الوزير اليهودي «يعقوب بن كلس» ولما كان ساويرس من أصدقاء إبرام البطرك، وأكبر علماء الكنيسة في ذات الوقت، كان كثيرا ما يتردد على ديوان المعز لدين الله وكان المعز يدعوه للمناظرة مع أئمة المسلمين واليهود في حضوره «ودفعات كثيرة جادل قضاة من شيوخ المسلمين بأمر المعز».

## أهمية مخطوط «تاريخ البطاركة» ومصادره
من بين المصادر التي يعتمد عليها الباحثون في تاريخ مصر تحت الحكم الإسلامي في العصور الوسطى، كُتُبٌ أرّخَها كُتّابٌ مسيحيون من مصر وغيرها من البلدان، مثل سعيد بن البطريق، البطريرك الملكاني بمصر والمعروف باسم "أوتيخا" صاحب كتاب "التاريخ المجموع على التحقيق والتصديق"، ويحيى بن سعيد الأنطاكي صاحب كتاب "التاريخ" أو "صلة كتاب سعيد بن البطريق"، وبن مماتي صاحب كتاب "قوانين الدواوين". وابن العبري" أبو الفرج بن هارون الملطي، صاحب كتاب "تاريخ مختصر الدول"، وابن العميد المعروف بالمكين، صاحب كتاب "تاريخ المسلمين".
نُسِبَ إلى ساويرس بالخطأ اشتراكه في التأريخ لبطاركة كرسي الإسكندرية، لكن الواقع أن تاريخ البطاركة، وعنوانه الأصلي هو "سير البيعة المقدّسة" هو كتاب اشترك في تأليفه مجموعة من الكُتَّاب الأقباط في أزمنة مختلفة، أمَّا مُحرّر العمل الحقيقي فهو الشَّمَّاس وأرخُن "موهوب بن منصور بن مُفَرِّج الإسكندراني" (1020-1100م)، الَّذي تصدى مع بعض مُساعديه لترجمة "سير البيعة المقدسة" من اللغة القبطية إلى اللغة العربية في غضون عام 1088م، وكان ابن المقفع قد تنيَّح (نوفّي) قبل ذلك التَّاريخ بعدة عقود.